# 三茂铈
三茂铈是铈的金属有机化合物，化学式为Ce(C5H5)3，在干燥空气中是镧系金属环戊二烯配合物中最不稳定的。
三茂铈和一般过渡金属的环戊二烯配合物不同，被认为是离子型键合。

## 制备
三茂铈可在四氢呋喃介质中，用无水氯化铈和环戊二烯钠反应得到：
3C5H5Na + CeCl3 → (C5H5)3Ce+ 3 NaCl

## 化学性质
三茂铈遇水分解，生成氢氧化铈和环戊二烯。

## 相关化合物
有文献报道了四价铈的化合物Ce(C5H5)4的合成及性质，但被指出其合成方法并不可信。